# David Lewis (Politiker)
David Lewis, CC (Geburtsname: Dawid Losz) (* 23. Juni 1909 in Swislatsch, Gouvernement Minsk, Russisches Kaiserreich; † 23. Mai 1981 in Ottawa, Ontario, Kanada) war ein kanadischer Politiker.

## Biografie

### Aufstieg zum Vorsitzenden der NDP
Lewis stammte aus einer polnischen Familie im heutigen Belarus, die 1921 nach Kanada einwanderte. Bereits frühzeitig begann er seine politische Tätigkeit und gehörte 1932 zu den Mitgründern der Co-operative Commonwealth Federation (CCF),  einer sozialistischen politische Partei, deren Sekretär er zwischen 1937 und 1950 war. 1940, 1943, 1945 sowie 1949 kandidierte er erfolglos als Kandidat der CCF für einen Sitz im Unterhaus. Zwischen 1954 und 1961 war er Präsident der CCF.
Als es 1961 zum Zusammenschluss der CCF mit dem Canadian Labour Congress zur Neuen Demokratischen Partei (NDP) kam, wurde er auf dem Gründungsparteitag zu deren Stellvertretenden Bundesvorsitzenden gewählt.
1962 wurde er erstmals zum Abgeordneten des Unterhauses gewählt, wo er den Wahlkreis York South vertrat. Bei den Unterhauswahlen 1963 gehörte er jedoch zu den zwei Abgeordneten der NDP, die ihr Mandat nicht verteidigen konnten. 1965 gelang ihm der Wiedereinzug als Abgeordneter in das Unterhaus und auch bei den Wahlen 1968 und 1972 konnte er seinen Wahlkreis erfolgreich verteidigen.
Am 24. April 1971 wurde er als Nachfolger von Tommy Douglas zum Vorsitzenden der NDP gewählt. Sein größter Erfolg war dabei die Wahlkampfkampagne bei der Unterhauswahl 1972 gegen die „Vereinigten Wohlfahrtspenner“ (Corporate Welfare Bums), die Konzessionen und Hilfe der Regierung erhielten. Die NDP erreichte mit 31 Mandaten im Unterhaus ihr bis dahin stärkstes Ergebnis und spielte zugleich die Rolle des Züngleins an der Waage. Unter seiner Führung unterstützte die NDP von 1972 bis 1974 die liberale Minderheitsregierung von Pierre Trudeau, wenn auch die Parteien nie eine offizielle Koalition bildeten. Zusammen verabschiedeten sie mehrere Reformen in der Sozialgesetzgebung wie die finanzielle Förderung von Veteranen und Senioren und gründeten das staatliche Erdölunternehmen Petro-Canada. 1974 zog sich die NDP aus dieser Kooperation zurück. Als die NDP bei den Unterhauswahlen kurz darauf 15 seiner 31 Mandate abgeben musste, verlor auch Lewis seinen Sitz im Unterhaus und erklärte seinen Rückzug aus dem politischen Leben. Am 7. Juli 1975 wurde Ed Broadbent sein Nachfolger als Bundesvorsitzender der NDP.
1980 wurde er mit dem erstmals vom Canadian Labour Congress verliehenen Preis für Herausragende Leistungen für die Menschlichkeit (Award for Outstanding Service to Humanity) ausgezeichnet.

### Familie
Bereits sein Vater Moishe Losz war aktives Mitglied des Allgemeinen jüdischen Arbeiterbundes. Seine Tochter Nina Lewis-Libeskind ist Ehefrau und Partnerin des Architekten Daniel Libeskind. Sein Sohn Stephen Henry Lewis ist ebenfalls Politiker der NDP sowie Diplomat. Sein Enkel Avi Lewis, der Sohn von Stephen Henry Lewis, ein Dokumentarfilmer und Journalist, der mit der Schriftstellerin und Globalisierungskritikerin Naomi Klein verheiratet ist. Sein weiterer Sohn Michael Lewis sowie seine Tochter Janet Solberg sind ebenfalls führende Politiker der NDP.